# Hippomane (plante)
Genre
Hippomane est un genre de plantes à fleurs de la famille des Euphorbiaceae. C'est le genre type de la tribu des Hippomaneae et de la sous-tribu des Hippomaninae.

## Liste des espèces
Selon GBIF (4 janvier 2024) :
- Hippomane biglandulosa Sw., 1791
- Hippomane cerifera Sessé & Moc.
- Hippomane horrida Urb. & Ekman
- Hippomane ilicifolia J.Jacq., 1912
- Hippomane mancanilla Jacq.
- Hippomane mancinella L.
- Hippomane spinosa L.

## Systématique
Le nom correct complet (avec auteur) de ce taxon est Hippomane L..
Hippomane a pour synonymes :
- Mancanilla Mill.
- Mancanilla Plum. ex Adans.
- Mancinella Tussac